# Johannes Steen
Johannes Wilhelm Christian Steen, född den 22 juli 1827 i Kristiania (nuvarande Oslo), död den 1 april 1906 i Voss prästgård, var en norsk statsman.

## Biografi
Steen studerade klassiska språk, tog filologisk ämbetsexamen 1848, blev adjunkt vid Bergens katedralskola 1850 och lektor (overlærer) i Tromsø 1854 samt var rektor där från 1862 och i Stavanger 1866-1891. 
Starkt gripen av 1848 års revolutionsidéer, blev han en av föregångsmännen i den frisinnade demokratiska och nationalistiska politik, som i början av 1850-talet grundlagts under Johan Sverdrups ledning. År 1854 var Steen med om att som organ för denna liberalism uppsätta tidningen Bergensposten, som han den första tiden redigerade. 
Åren 1859-1900 tillhörde han stortinget, med undantag av perioderna 1874-1876 och 1889-1894 samt frånsett den tid han var medlem av regeringen. Hans framstående duglighet och kunskapsrikedom beredde honom snart stort inflytande i stortinget. Redan 1859 deltog han i stiftandet av det nya, radikala partiets första parlamentariska organisation, Reformforeningen, vars vice ordförande han blev. 
Efter hand fick han alla förtroendeuppdrag, som stortinget kunde ge: han var president i odelstinget 1871-1881, senare alltid stortingspresident, dessutom ordförande i eller ledamot av de viktigaste kommittéer, kungliga eller parlamentariska kommissioner samt deputationer (såsom den till tusenårsfesten för Norges rikes förening i Haugesund 1872, till kröningen i Stockholm 1873 med flera.). 
Hans principfasthet, moraliska pondus, grundliga insikter, klokhet och försiktighet ansågs ge partiet under hans ledning en fond av "bred trygghet". Då Sverdrup 1884 hade blivit statsminister, var Steen självskriven som vänsterns ledare. År 1887 fick han som sådan en förtroendeadress, undertecknad av den då samlade vänsterns 82 stortingsmän, och sedan 1891 var han ordförande i Norges venstreforening. 
Vid ministären Stangs avgång den 23 februari 1891 kallades Steen att bilda en ny, parlamentarisk vänsterregering, och med honom som statsminister och chef för finans- og tolddepartementet utnämndes denna den 6 mars samma år. Den gamla striden med Sverige om konsulatfrågan hade till följd, att ministären Steen demissionerade redan den 2 maj 1893. 
För andra gången var Steen regeringschef från den 17 februari 1898 till den 21 april 1902, då han avlöstes av O.A. Blehr och drog sig tillbaka från det offentliga livet. Genom enstämmigt stortingsbeslut 1907 uppställdes en bronsbyst av Steen i stortingets församlingssal. 
Jämte det arbete för många och stora demokratiska, inre reformer, som Steen under stortingstiden var med om att förbereda och genomföra, ägnades 50 år av hans liv åt strävandena att ordna förhållandet till Sverige så, att Norges fulla oavhängighet och självständighet inom unionens ram kunde tryggas. 
Denna riktning i Steens politik fick sin invigning under hans ivriga deltagande i arbetet på riksståthållarskapets upphävande på 1850- och 1860-talen och bar frukt i den av hans regering den 15 december 1898 kungjorda (osanktionerade) lagen om norska flaggans befrielse från det den 20 juni 1844 införda unionsmärket.